# West (crater lunar)

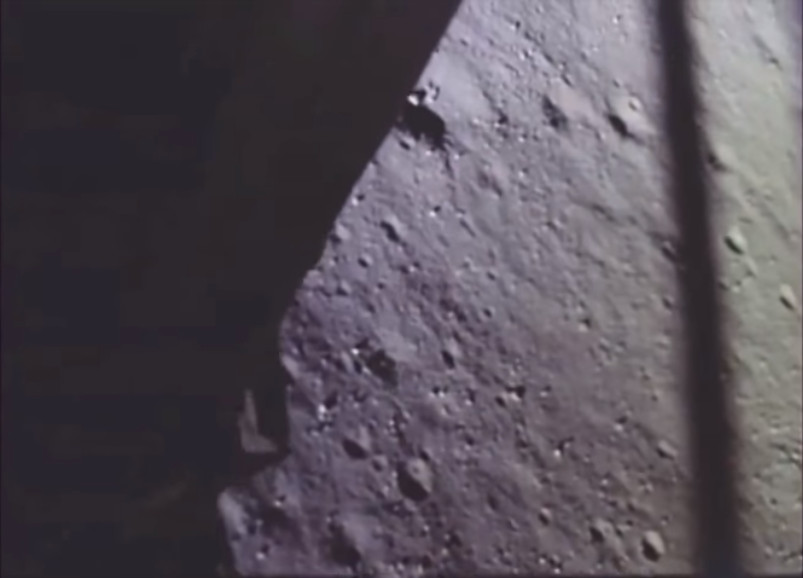
Vedere asupra craterului West. Fotografia a fost obținută de pe modulul lunar Eagle al misiunii Apollo 11 în timpul coborârii acestuia către suprafață. În fotografie, West este cel mai mare crater, aproape de partea superioară, parțial obstrucționat de către modulul lunar.

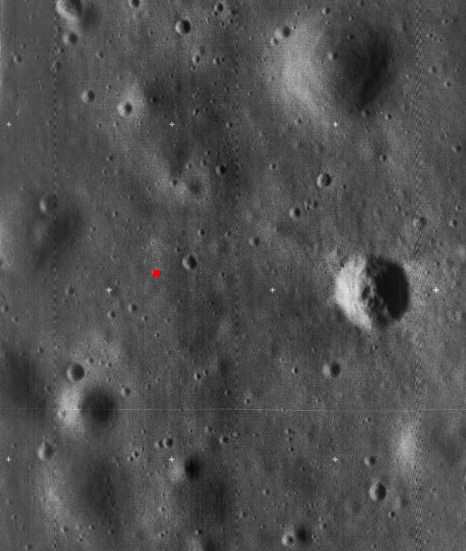
Imagine de pe Lunar Orbiter 5, cu craterul West în dreapta și baza Tranquility în dreptul punctului roșu

Craterul West este un mic crater lunar situat în Marea Liniștii, la est de punctul de aselenizare al misiunii Apollo 11 (cunoscut sub numele de Baza Tranquility). Numele craterului a fost adoptat oficial de către Uniunea Astronomică Internațională în 1973.  
Astronauții Neil Armstrong și Buzz Aldrin au aselenizat modulul lunar Eagle la aproximativ 550 de metri vest de craterul West, în data de 20 iulie 1969. În timpul coborârii, craterul West a constituit un reper major. „Câmpul de bolovani” pe care Armstrong l-a văzut și a fost nevoit să îl evite în timpul coborârii reprezintă materia ejectată la formarea craterului West. 